# Tbilisi Sports Palace
La Tbilisi Sports Palace (in georgiano თბილისის სპორტის სასახლე?) è una arena polivalente situato nella città di Tbilisi.
L'Arena venne aperta nel 1961, e ristrutturata nel 2007. Oltre che per la pallacanestro, l'Arena ospita incontri di pallamano, judo, tennis, boxe, oltre che eventi culturali e concerti.
Inizialmente l'arena avrebbe dovuto ospitare la 15ª edizione dello Junior Eurovision Song Contest, fino a quando venne annunciato il Tbilisi Olympic Palace come sede ufficiale.
Nel settembre del 2017 ha ospitato gli incontri del girone B del Campionato europeo di pallavolo femminile 2017.